# Ku Klux Klan
Ku Klux Klan (KKK) – skrajnie prawicowa organizacja rasistowska, utworzona w miejscowości Pulaski w stanie Tennessee w Stanach Zjednoczonych, częściowo zakonspirowana, walcząca o utrzymanie supremacji białych protestantów w Stanach Zjednoczonych i dążąca do ograniczenia praw innych grup rasowych i etnicznych, głównie Afroamerykanów i Żydów, oraz katolików jako grupy wyznaniowej, zorganizowana na wzór tajnego stowarzyszenia. Ich działania są spotykane coraz rzadziej. Powstała w XIX wieku (po wojnie secesyjnej), reaktywowana w 1915 roku, w szczytowym momencie miała ok. 4 000 000 członków w całych Stanach Zjednoczonych. Począwszy od lat 30. XX wieku popularność Ku Klux Klanu zaczęła jednak gwałtownie spadać i w konsekwencji, w 1944 roku, organizacja została rozwiązana. Po zakończeniu II wojny światowej ruch zaczął się odradzać, ale w znacznie bardziej ograniczonej formie. Z powodu dopuszczania się przemocy na tle rasowym i religijnym był zwalczany przez Kongres Stanów Zjednoczonych i władze federalne. Na przełomie XX i XXI wieku składał się z szeregu marginalnych i niezależnie od siebie działających organizacji. Można więc mówić w perspektywie historycznej o co najmniej trzech Ku Klux Klanach, niezależnych i niezachowujących ciągłości swojej historii.
Nazwa organizacji pochodzi od kombinacji greckiego słowa kyklos (okrąg, koło) ze słowem klan. Według innej wersji jest to onomatopeja, oddająca dźwięk przeładowania broni palnej.

## Historia

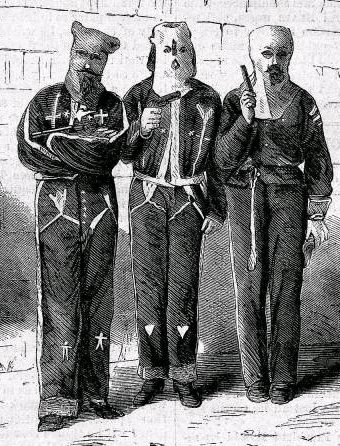
Rycina przedstawiająca trzech członków Ku Klux Klanu aresztowanych w 1871 roku za usiłowanie zabójstwa

### Pierwszy Ku Klux Klan – po wojnie secesyjnej
Po klęsce Południa powstały liczne tajne organizacje terroryzujące wyzwolonych czarnoskórych, takie jak Rycerze Białej Kamelii z Nowego Orleanu czy Rycerze Złotego Kręgu. 24 grudnia 1865 roku w mieście Pulaski w stanie Tennessee powstał Ku Klux Klan, a w kwietniu 1867 roku różne organizacje lokalne zorganizowano na szczeblu centralnym w Nashville. Jego założycielami było 6 weteranów armii Południa – kpt. J. Lester, mjr J.R. Crow, J. Kennedy, C. Jones, R. Reed i F. Mc Cord. Początkowo organizacja niosła pomoc wdowom i sierotom po zabitych żołnierzach Konfederacji. Jej członkowie zakładali białe ubrania, symbolizujące dusze poległych Konfederatów, choć zdaniem innych szata i kaptur mają nawiązywać do strojów wykorzystywanych w trakcie hiszpańskich Pastas i procesji. Od samego początku Ku Klux Klan przybrał charakter organizacji klanowej, a zadecydowało o tym pochodzenie narodowe kilku jego założycieli. Co najmniej dwóch z nich wywodziło się z tradycji celtyckiej, w której były silne struktury klanowe. Rozwój Ku Klux Klanu ułatwiło upodobanie Amerykanów z Południa do tajnych organizacji, fascynacja masonerią i wiara we własne posłannictwo dziejowe.
Wiosną 1867 roku, podczas pierwszego zjazdu członków organizacji, nastąpiły istotne zmiany programowe i strukturalne. Pod wpływem bieżących wydarzeń (wprowadzenie okupacji wojskowej) postanowiono ustosunkować się do nowej rzeczywistości, stwierdzając to, że Ku Klux Klan będzie występował w obronie: Konstytucji, byłych żołnierzy Konfederacji oraz praw białej większości mieszkańców Południa. W tym celu rozproszone i pozostające w luźnym związku lokalne organizacje postanowiono zjednoczyć, przyjmując jednolitą i zhierarchizowaną strukturę. Na czele organizacji stał Wielki Mag bądź Wielki Czarownik (Grand Wizard) sprawujący władzę nad Niewidzialnym Imperium Południa (Invisible Empire of the South). Podlegali mu niżsi rangą oficerowie, w zależności od szczebla, zwani Wielkimi Smokami (Grand Dragon), Czarnymi Jastrzębiami (Black Hawk) lub Wielkimi Cyklopami (Grand Cyclop).
Z czasem Ku Klux Klan przekształcił się w organizację rasistowską, głoszącą wyższość białego człowieka, zwłaszcza anglojęzycznego protestanta tzw. WASP – White Anglo-Saxon Protestant. Metodami terrorystycznymi zwalczał równouprawnienie czarnoskórych, a także przychylnych im białych ludzi. Ku Klux Klan w praktyce był organizacją nietykalną, więc jego ofiary nie miały się do kogo zwrócić o pomoc. W styczniu 1869 roku został formalnie rozwiązany przez jego przywódcę, generała konfederatów Nathana Bedforda Forresta, który nakazał spalenie strojów i dokumentów. Część organizacji lokalnych działała jednak nielegalnie nadal, niektóre przez wiele lat. Liczebność Ku Klux Klanu w 1869 roku oceniano na 550 000 członków (w 1861 na Południu mieszkało łącznie 15 000 000 ludzi); była to więc organizacja masowa. Kilku gubernatorów z południa zaangażowało w walkę z Ku Klux Klanem Milicje Stanowe, ale bez większego skutku. W latach 1871–1872 Kongres Stanów przyjął trzy ustawy o szczególnych uprawnieniach władz wykonawczych (Enforcement Acts i Ku Klux Klan Act), zakazujące przebierania się lub spiskowania przeciwko prawom obywatelskim. W dziewięciu hrabstwach w stanie Karolina Południowa, gdzie nasilenie akcji Ku Klux Klanu było wówczas największe, wprowadzono stan wyjątkowy. Ostatecznie Rząd Federalny przeprowadził masową akcję przeciwko Ku Klux Klanowi, co ostatecznie doprowadziło do zaniku Ku Klux Klanu. Kiedy prezydent Rutherford Hayes zakończył Rekonstrukcję w 1876 roku, zakończył istnienie Ku Klux Klanu.

### Drugi Ku Klux Klan – lata 1915–1944

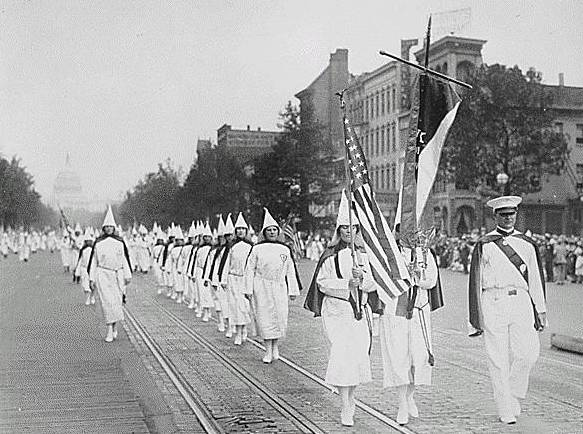
Marsz Ku Klux Klanu w Waszyngtonie, 1928 rok

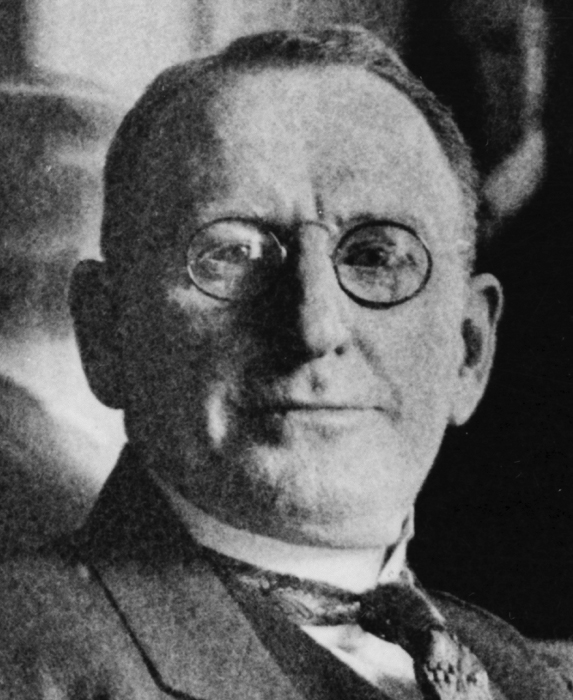
William Joseph Simmons

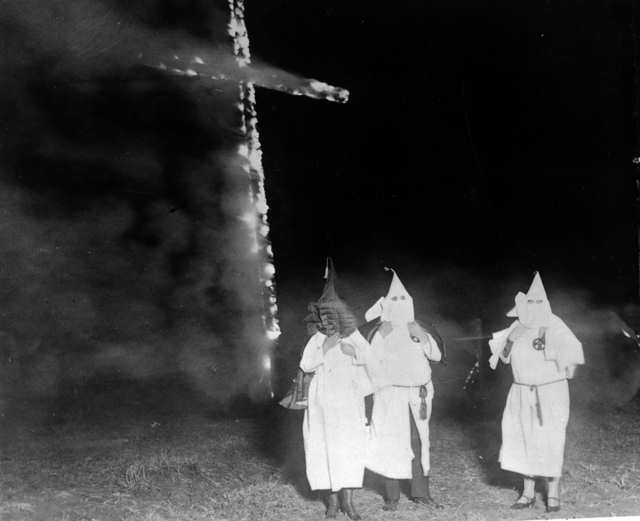
Palenie krzyża przez członków Ku Klux Klanu

Ku Klux Klan narodził się ponownie 8 lutego 1915 roku w Atlancie (stan Georgia). Założył go wędrowny kramarz, kaznodzieja i fanatyk William Joseph Simmons pod wpływem filmu pod tytułem Narodziny narodu. Hasłami były: „hegemonia białych”, „prawdziwy patriotyzm”, „czysty amerykanizm”. Jego siłą i głównym napędem była nostalgia za „południowym” trybem życia, a wreszcie reakcja na rosnącą falę imigracji oraz dyskryminacja religijna w stosunku do żydów, katolików i innych. Nowy klan przyjął ceremoniały i tytuły pierwszego: terytorium Stanów było Niewidzialnym Cesarstwem Ku Klux Klanu, z Wielkim Magiem na czele. Każdy stan był królestwem z Wielkim Tytanem na czele. Dalej szli Wielcy Olbrzymi i Wielcy Cyklopi.
Drugi Ku Klux Klan w latach 20. XX wieku osiągnął liczbę 4 000 000 – 5 000 000 członków, organizował marsze, jego członkowie przebierali się w białe, charakterystyczne stroje i palili krzyże. Aż do roku 1927 Ku Klux Klan był w życiu Stanów realną siłą, z którą musiał się liczyć nawet rząd. Jednakże gorszące niesnaski wewnętrzne, korupcja i przemoc spowodowały szybki upadek ruchu. „Świątynia” Ku Klux Klanu w Fort Worth została przez przeciwników organizacji wysadzona w powietrze. Wielki Mag Edward Y. Clarke, który już od roku 1929 cierpiał na megalomanię (uważał się za wcielenie Gajusza Juliusza Cezara i Dalajlamę), popadł w obłęd, który sprawił to, że w roku 1932 został zamknięty w szpitalu dla obłąkanych w Nowym Jorku. W latach 30. XX wieku liczba członków Klanu spadła, a w 1944 roku został on czasowo rozwiązany.

### Trzeci Ku Klux Klan – po 1945 roku
W 1945 roku Ku Klux Klan wznowił działalność w stanie Georgia serią linczów, zabójstw i podpaleń, tym razem nie wytworzył zwartej struktury, lecz działał w formie luźno powiązanych grupek i frakcji. Wzmógł swoją działalność w latach sześćdziesiątych, w reakcji na wdrażanie w życie Ustawy o Prawach Obywatelskich (Civil Rights Act). Ku Klux Klan złączył się później z innymi, mniejszymi organizacjami rasistowskimi, tworząc Zjednoczone Klany Ameryki, którymi dowodził William Simmons. Głównymi wrogami Klanu byli między innymi Martin Luther King, ówczesny prezydent Stanów Zjednoczonych Lyndon Baines Johnson i wszyscy, którzy nie zgadzali się z „zasadami” ruchu. Popierali jednak politykę osób zgadzających się z nimi (np. George Wallace). David Duke, po objęciu urzędu imperialnego wielkiego czarownika w 1974 roku, starał się poszerzyć szeregi organizacji otwierając ją na katolików, kobiety i młodzież od 12. roku życia.
Członkowie oraz osoby popierające Ku Klux Klan organizowały liczne parady na ulicach miast z propagandowymi transparentami, takimi jak np. „KKKK” (Knights of Ku Klux Klan – Rycerze Ku Klux Klanu) czy karykaturalnym wizerunkiem Martina Luthera Kinga z obraźliwymi tekstami. Ku Klux Klan wolał raczej zabijać swoich przeciwników innego wyznania i koloru skóry, niż prowadzić segregację rasową. Jego członkowie w aktach przemocy posługiwali się najczęściej sznurem i bronią palną (zazwyczaj pistoletami). Zdarzały się przypadki powieszenia, pobicia, postrzelenia, zastrzelenia itp. Za najbardziej niesławne grupy Ku Klux Klanu uważa się Białych Rycerzy z Missisipi i grupę Klanu z miasteczka Birmingham w stanie Alabama, nazywane Bombingham od serii zamachów bombowych.
Federalne Biuro Śledcze (FBI) utrzymywało swoich agentów w szeregach członków Ku Klux Klanu, co w dużej mierze ułatwiało rozpracowanie ruchu. Współcześnie składa się on z około 100 niezależnie działających od siebie niewielkich grup i klanów (tzw. klaverns), funkcjonujących głównie na obszarze Głębokiego Południa Stanów Zjednoczonych, z których najważniejsze to United Klans of America Roberta Sheltona, National Knights of the Ku Klux Klan Jamesa Venable’a i Invisible Empire Knights of the Ku Klux Klan Jamesa Farrandsa. W 1984 roku sportowcy z Afryki otrzymywali listy z pogróżkami, które były podpisane: Ku Klux Klan. Pogróżki miały zniechęcić ich do udziału w XXIII Letnich Igrzyskach Olimpijskich Los Angeles 1984. W latach 90. oceniano to, że do Ku Klux Klanu należy w sumie nie więcej niż 10 000 osób.

## Członkowie

Emblemat Ku Klux Klanu

Do szeregów Ku Klux Klanu przynależało mniej lub bardziej jawnie wielu wpływowych polityków amerykańskich (niektórzy nawet w czasie piastowania wysokich funkcji), m.in.:
- James Eli Watson (republikanin z Indiany), lider większości Senatu w latach 1925–1933;
- Bibb Graves (demokrata), gubernator stanu Alabama;
- Hugo Black (demokrata), senator z Alabamy i długoletni (1937–1971) sędzia Sądu Najwyższego;
- Edward D. White (republikanin), prezes Sądu Najwyższego w latach 1910–1921;
- Ed Jackson (republikanin), gubernator stanu Indiana w latach 1925–1929;
- Arthur Raymond Robinson (republikanin), senator z Indiany w latach 1925–1935;
- Clifford Walker (demokrata), gubernator, później senator Georgii w latach 1923–1927;
- Clarence Morley (republikanin), gubernator Kolorado w latach 1925–1927;
- Rice W. Means (republikanin), senator z Kolorado w latach 1924–1927;
- Robert Byrd (demokrata), senator z Wirginii Zachodniej w latach 1959–2010.

## Język
Członkowie Ku Klux Klanu stworzyli sekretny język klanquaqe, dzięki któremu mogli porozumiewać się między sobą, chroniąc się przed osobami z zewnątrz. Hasło pytające o członkostwo w bractwie brzmiało „ayak” (Are you a Klansman? – co znaczy: Czy jesteś członkiem Klanu?), a odpowiedź twierdząca – „akia” (A Klansman I am – Jestem członkiem Klanu).

## Ku Klux Klan poza Stanami Zjednoczonymi
Oprócz Stanów Zjednoczonych, Ku Klux Klan działa lub działał także w innych państwach. Nie w każdym państwie działalność jest lub była szeroka, czasem była bardzo niewielka, jak w przypadku Brazylii lub Polski.

### Niemcy
- W Niemczech w latach 20. XX wieku powstała grupa związana z Ku Klux Klanem, Ritter des Feurigen Kreuzes (Rycerze Ognistego Krzyża). Po przejęciu władzy przez Narodowosocjalistyczną Niemiecką Partię Robotników (NSDAP) grupa rozwiązała się, a jej członkowie dołączyli do nazistów[15].
- Inna niemiecka grupa związana z Ku Klux Klanem, Europejscy Biali Rycerze Ku Klux Klanu, zorganizowała się i zyskała rozgłos w 2012 roku, kiedy niemieckie media poinformowały o tym, że dwaj policjanci, którzy byli członkami organizacji nie zostaną zwolnieni z pracy w policji[16][17].
- W 2016 roku odnotowano działalność grup Ku Klux Klanu na terenie państwa[18]. Według rządowego raportu, w Niemczech działają cztery ugrupowania Ku Klux Klanu[19][20], a jedna z tych organizacji na terenie Zagłębia Ruhry ma 13 oddziałów[20].

### Australia
- W późnych latach 90. XX wieku w Australii powstało wiele grup Ku Klux Klanu[21], a w 2012 roku te grupy próbowały zinfiltrować niektóre tamtejsze partie polityczne[22].

### Polska
- W 2017 roku powstała polskojęzyczna strona Ku Klux Klanu, na łamach której propagowano rasizm i próbowano werbować członków[23]. W tej sprawie 28 lipca 2017 roku dochodzenie wszczęli śledczy z Prokuratury Rejonowej Warszawa-Żoliborz w Warszawie[24][25], ale 18 sierpnia tego samego roku zostało ono umorzone[25].

### Brazylia
- W 2003 roku, w São Paulo aresztowano przywódcę lokalnego Ku Klux Klanu i zamknięto ich stronę internetową[26].

## Ku Klux Klan w kulturze

### w literaturze pięknej
- Winnetou I-III – powieść Karla Maya z 1893 roku, tom II, rozdział 2 „Ku-Klux-Klan”.
- Podróż do Matecumbe – powieść Roberta Lewisa Taylora z 1961 roku, polskie wydanie 1969 rok.
- Pięć Pestek Pomarańczy – opowiadanie Arthura Conan Doyle'a o Sherlocku Holmesie z 1891

### w filmach
- Narodziny narodu – amerykański film niemy, reżyseria D.W. Griffith z 1915 roku.
- Człowiek klanu (Klansman) – film fabularny prod. USA, reżyseria Terence Young z 1974 roku z Richardem Burtonem i Lee Marvinem w rolach głównych.
- Treasure of Matecumbe (Skarb Matecumbe) – film fabularny prod. USA, reżyseria Vincent McEveety z 1976 roku, będący ekranizacją powieści Roberta Lewisa Taylora pod tytułem Podróż do Matecumbe (A Journey to Matecumbe z 1961 roku polskie wydanie 1969).
- Missisipi w ogniu – film fabularny z 1988 roku w reżyserii Alana Parkera.
- Czas zabijania – USA dramat z 1996 roku w reżyserii Joela Schumachera.
- Harold i Kumar uciekają z Guantanamo – komedia produkcji amerykańskiej z 2008 roku.
- Miasteczko South Park – Ku Klux Klan pojawia się w siódmym odcinku pierwszego sezonu.
- Django – film fabularny w reżyserii Quentina Tarantino z 2012 roku.
- Czarne bractwo. BlacKkKlansman – film fabularny produkcji USA, reżyseria Spike Lee z 2018 roku.
- Brzemię(inne języki) (ang. Burden) – film fabularny produkcji USA, w reżyserii Andrew Hecklera(inne języki) z 2018 roku.
- Najlepsi wrogowie (ang. The best of enemies) – film fabularny produkcji USA, w reżyserii Robina Bissella z 2019

### w muzyce
- Ku Klux Klan – utwór brytyjskiego zespołu reggae Steel Pulse z płyty Handsworth Revolution z 1978 roku.
- The KKK Took My Baby Away – utwór amerykańskiego zespołu punkrockowego Ramones z płyty Pleasant Dreams z 1982 roku.
- Ku Klux Klan – utwór polskiego zespołu punkrockowego Defekt Muzgó z płyty Pornografia z 1992 roku.
- K.K.K. – utwór polskiego zespołu RAC – Konkwista 88 z 1996 roku.